# Kolîndeanî, Ciortkiv
Kolîndeanî (în ucraineană Колиндяни) este o comună în raionul Ciortkiv, regiunea Ternopil, Ucraina, formată numai din satul de reședință.

## Demografie
Componența lingvistică a comunei Kolîndeanî
     Ucraineană (99,43%)
     Alte limbi (0,57%)
Conform recensământului din 2001, majoritatea populației comunei Kolîndeanî era vorbitoare de ucraineană (99,43%), existând în minoritate și vorbitori de alte limbi.